# 焦廷琥
焦廷琥（?—?），字虎玉。江苏甘泉（今江苏扬州）人。
焦循之子。優貢生。性醇篤，讀書具慧心，“知平圓三角八線之法”，幼承家學，功力不下於其父。著有《冕服考》四卷、《尚書伸孔篇》、《三傳經文辨異》、《讀書小記》等。